# 2016年羅傑·費德勒網球賽季
2016年，費達拿成功達成職業生涯大滿貫賽事300場勝仗，為男子網球界第一人。費德勒開始了他的賽季布里斯本國際賽作為衛冕冠軍，儘管是在流感時比賽開始。然而，一路打進最後的決賽，卻在決賽中直落二盤輸給了米洛斯·拉奧尼奇。費德勒隨後參加了2016年澳大利亞網球公開賽，僅在第三輪與格里戈爾·季米特洛夫交手丟了一盤，到半決賽卻還是以四盤輸給了最終的冠軍诺瓦克·德约科维奇。他敗給诺瓦克·德约科维奇後的第二天，費德勒遭受膝傷，在二月初他接受了關節鏡手術修復撕裂的半月板，三月錯過了在比賽鹿特丹公開賽和杜拜網球錦標賽在2月和印第安維爾斯大師賽。他原計劃返回邁阿密大師賽。由於腸胃炎，他不得不退出邁阿密大師賽。復出蒙地卡羅大師賽打敗吉列爾莫·加西亞·洛佩斯和羅伯托·包蒂斯塔·阿古特在四分之一決賽中三盤敗給若-威尔弗里德·特松加。隨後宣布，他將進入馬德里大師賽。不過，他訓練時背部受傷，並抵達後不久就退出了。雖然本賽季一直受傷病困擾，費德勒重新奪回了世界排名第二的排名。隨後，他參加了羅馬大師賽，在那裡，他擊敗了亞歷山大·茲維列夫直落三盤，但在第三輪中敗給多米尼克·蒂姆。隨後退出法國網球公開賽，打破了連續65次參加大滿貫賽事的紀錄，最近一次退賽可以追溯到2000年澳大利亞網球公開賽。2016年溫布頓網球錦標賽復出7月6日，在落後兩盤的情況下，倒追三盤擊敗馬林·契利奇闖進溫網八強，追平吉米·康诺尔斯的空前十一次溫網半決賽和84場比賽獲勝的記錄。但卻又在半決賽敗給米洛斯·拉奧歷，無緣第11次進入決賽。
7月26日，費德勒在facebook宣布因為他要完全恢復膝傷所以將錯過2016年 - 里約奧運和2016年下半年賽季。
11月28日費德勒宣布，他會出戰下個月舉行的國際網球超級聯賽（IPTL），作為備戰新球季的熱身，將代表Indian Aces出戰，但後來因印度資金出現問題而作罷。